# Квинт Гаргилий Марциал
Квинт Гарги́лий Марциа́л (лат. Quintus Gargilius Martialis; III век) — древнеримский писатель, автор жизнеописания императора Александра Севера. Известен обширным трудом на геопоническую тематику, сохранившимся в незначительных отрывках.

## Биография
О происхождении Марциала достоверно ничего не известно; вполне вероятно, что он родился в провинции Мавретания Цезарейская. Сражался против нападений местных племён на римскую колонию Аузия; в одной из таких схваток погиб геройской смертью. Биографические сведения о Гаргилии известны благодаря двум обнаруженным надписям из Мавретании, одна из которых датирована, приблизительно, 260 годом. Отождествление персонажа с писателем не вполне надёжно.
Марциал составил не дошедшее до нас жизнеописание императора Александра Севера (по свидетельству такого ненадёжного источника, как «Истории Августов»), а также обширный труд по сельскому хозяйству, ветеринарии и использованию лекарственных растений. Труд, вероятно, назывался «О садах» (De hortis); сохранился в отрывках.
Разделы «Об овощах» (De oleribus) и «О фруктах» (De pomis) были изданы как IV книга «Плиниевой медицины» (Medicina Plinii, анонимный сборный фармацевтический справочник IV века) под названием «Лекарства из овощей и фруктов» (Medicinae ex oleribus et pomis). В них рассказывается о лечебных свойствах более чем 60-и видов овощей и фруктов. Третий сохранившийся фрагмент — выписка на тему ветеринарии, которая называется «Лечение скота» (De curis boum, буквально — «О лечении крупного рогатого скота»).
Если автор заимствует свой материал из книг, например из Плиния, Диоскорида, Галена, то это не мешает ему повсюду высказывать собственное суждение и относиться к передаваемым известиям критически. О некоторых средствах знает по своему личному опыту или по опыту своих знакомых, но разбирается в предмете лучше, чем Плиний. Другие источники Марциала — Цельс и Колумелла.